# The Sims 2 Mobile
The Sims 2 Mobile é um jogo eletrônico de simulação de vida desenvolvido pela Ideaworks3D e distribuído pela Electronic Arts. Lançado em 22 de maio de 2006, é a versão para celular de The Sims 2 (2004), ao qual apresenta uma perspectiva isométrica e podem-se criar e controlar as vidas de pessoas virtuais — denominados de Sims.
A obra recebeu críticas mistas por analistas especializados, nas quais notaram semelhanças com a jogabilidade da série The Sims e interessante para jogadores de dispositivos móveis, mas consideraram-na muito limitada em relação ao The Sims 2. Também foi disponibilizado uma versão de mundo aberto a partir da original, com recursos adicionais online. Em 2006, The Sims 2 Mobile foi indicado a categoria de melhor jogo para celular nos Prêmios GSMA e GC.

## Jogabilidade

Captura de tela do jogo.

Em The Sims 2 Mobile, o jogador simula a vida de um personagem, denominado de Sim, onde-se fazem ações corriqueiras. O jogo é introduzido com a criação de um personagem, ao qual é escolhido o nome, gênero, aparência e personalidade. Seguidamente é necessário gerenciar suas necessidades básicas, como sono, alimentação, higiene, comunicação e entretenimento. Também é possível que o Sim tenha relações amigáveis ou hostis um com outro, além de melhorar habilidades lógicas.
Em certos dispositivos, era possível conectar ao servidor do mundo aberto, da qual incluía recursos adicionais online; como gráficos aprimorados e novas jogabilidades. Também era possível fazer um upload de um personagem do The Sims 2 no site oficial do jogo, e baixá-lo na versão para celular. Bem como a disponibilidade de novos objetos e personagens não jogáveis, além de um bate-papo online. Os desenvolvedores descreveram essa iniciativa como importante "para os fãs da série".

## Desenvolvimento e lançamento
The Sims 2 Mobile foi desenvolvido pela Ideaworks3D, experiente na criação de jogos eletrônicos para dispositivos móveis. Sendo apresentado como um dos projetos mais ambiciosos para tal plataforma, com duração de 12 meses para ser desenvolvido. Ao qual deveria ser tão semelhante ao jogo original, a principal dificuldade foi o conceito central de The Sims em dispositivo com gráficos limitados. Em geral, foram desenvolvidas três versões:
- A versão de 64kB — destinada a celulares sem internet;
- E as versões de 128kB e 178kB — com recursos adicionais e online.

Em 5 de maio de 2005, o jogo foi anunciado para telefones celulares na Electronic Entertainment Expo. No ano seguinte, a EA Games firmou contrato com a Amp'd Mobile para a distribuição de 15 jogos, incluindo The Sims 2. Por fim, o seu lançamento decorreu em 22 de maio de 2006, ao qual a EA também disponibilizou ringtones e papéis de parede. Em setembro, o jogo atingiu a marca de um milhão de downloads pagos na Europa. Javier Ferreira, vice-presidente da EA Europa, expressou sua satisfação com o sucesso da versão móvel, notando que a franquia The Sims conquistou um novo público. Ademais, foi o décimo jogo móvel mais baixado no Reino Unido em 2008.

### Mega Drive
Em 2008, The Sims 2 Mobile foi incluído no relançamento do Mega Drive no Brasil. O jogo foi desenvolvido pela Electronic Arts em parceria com a Tectoy, representante oficial da Sega no país. A obra é idêntica à versão móvel com a tela adaptada e a trilha sonora simplificada.

## Recepção crítica
Os resenhistas da revista italiana Game, notaram que os recursos de The Sims 2 não estão disponíveis em The Sims 2 Mobile, mas que a versão móvel é impressionante para os padrões de um celular. O jogo descrito como "divertido, mas muito limitado" pela IGN. A Pocket Gamer deu-lhe quatro de cinco estrelas; afirmando: "embora seja bastante simplificado, jogar The Sims 2 Mobile relembra características do jogo original. Sendo uma boa introdução para alguém que não seja familiarizado com a franquia The Sims". O portal Procontent notou que "uma pessoa que esteja acostumada com mouse e o teclado achará muito desagradável controlar um Sim com as teclas de um celular". Apontando que a incapacidade de alterar o tempo é uma grande desvantagem.
Bob Colayco, do GameSpot, afirmou que a falta de animações dos personagens e a língua Simlish fazem o jogo parecer "superficial". A possibilidade de auto-aperfeiçoamento, como melhorar as habilidades dos Sims — a exemplo o carisma, lógica e culinária — foram elogiadas pela Poket Gamer. Em 2006, The Sims 2 Mobile foi indicado a categoria de melhor jogo para celular nos Prêmios GSMA e GC. A Mobiset classificou-o em 35º lugar na sua lista dos "50 melhores jogos para telefones celulares".